# Anders ”Gary” Wikström

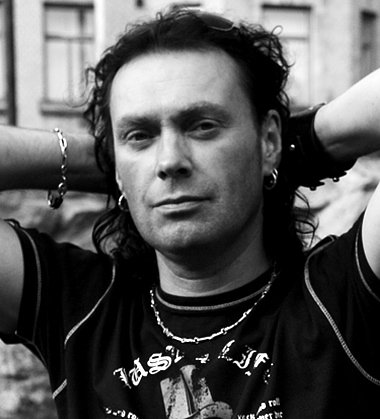
Anders "Gary" Wikström

Anders "Gary" Wikström, född 1965, är en svensk låtskrivare och producent i duon Epicentre. Han är gitarrist och låtskrivare i det svenska hårdrocksbandet Treat, där han även spelade keyboard för bandets tre första skivor. Han har även medverkat i andra band, såsom Mental Hippie Blood, Electric Boys, Metal Allstars  och The Boys.

## Melodifestivalen
Wikström medverkade som låtskrivare i den svenska Melodifestivalen år 2008 med bidraget "Den första svalan" tillsammans med Fredrik Thomander och Ingela ”Pling” Forsman. I Melodifestivalen 2011 fick han med två bidrag: "Lucky You" (framfördes av Linda Sundblad; övriga upphovsmän är Linda Sundblad, Johan Bobäck och Fredrik Thomander) och "Leaving Home" (framfördes av Nicke Borg; övriga upphovsmän är Jojo Borg Larsson, Nicke Borg och Fredrik Thomander).

## Övrigt
Anders Wikström är gift med Helene Wikström och de har två barn tillsammans.
Anders hade ett samarbete tillsammans med Schecter Guitars Sverige och spelade därför ofta på deras gitarrer  Men utöver hans Schecter solo 2 och Schecter C-1 anvånder han ofta sin svarta Japan Fender Stratocaster och hans Jackson Custom "Organized Crime" gitarr som de endast gjorde en av för att spela in musikvideor till albumet "Organized Crime" med Treat.